# Vows
Vows – debiutancki album nowozelandzkiej wokalistki Kimbry, wydany 7 sierpnia 2012 roku nakładem wytwórni płytowej Warner Bros. Records. Album zawiera 13 premierowych kompozycji wokalistki, w tym bonus track w postaci piosenki „Warrior”. Pierwszym singlem promującym wydawnictwo został utwór „Settle Down”, zawarty także na minialbumie wokalistki o takim samym tytule.

## Lista utworów
Opracowano na podstawie materiału źródłowego.
1. „Settle Down”
2. „Something In The Way You Are”
3. „Cameo Lover”
4. „Two Way Street”
5. „Old Flame”
6. „Good Intent”
7. „Plain Gold RIng” (Live)
8. „Come Into My Head”
9. „Sally I Can See You”
10. „Posse”
11. „Home”
12. „The Build Up”
13. „Warrior” (bonus track)